# موسیقی ایران پس از اسلام
تا پیش از ظهور اسلام، موسیقی در ایران در دربار ساسانیان رونق فراوان پیدا کرده بود. در سال ۶۵۱ میلادی، یزدگرد سوم آخرین پادشاه ساسانی از سپاه عربها شکست خورد و ایران تبه فرمانبری اعراب مسلمان درآمد. در این دوره تمدن ایرانی و عرب برهم تأثیر گذاشتند و به گفته برخی؛ باور های عرب بر ایرانی ها وادار شد و فرهنگ ایران با آئین اسلام درآمیخته شد. این تأثیر در موسیقی نیز نمود پیدا کرد. رشد موسیقی در ایران تا حدود قرن دهم هجری ادامه داشت؛ پس از آن یک دوران فترت رخ داد و تنها در اواخر دورهٔ قاجاریه بود که موسیقی دوباره مورد توجه عمده‌ای قرار گرفت که این خود منجر به تحول مقام به دستگاه شد.

## تاریخچه
به عقیدهٔ پژوهشگرانی همچون هنری جورج فارمر، موسیقی اعراب تا پیش از اسلام بسیار محدود بود. در نتیجه، فتح ایران توسط مسلمانان باعث آشنایی اعراب با موسیقی ایران شد، و اعراب بسیاری از ایرانیان نوازندگی را فرا گرفتند. اگر چه دربار حکمای صدر اسلام مملو از هنرمندان ایرانی بود، اما ایشان غالباً میراث فرهنگی ساسانی را به عربی درآوردند و از ذکر سرچشمه کارهای خوب باز زدند تا مبادا این خلاف که دشمن ایران بودند بر آنان خشم گیرند. به هر تقدیر، زمانی که عمر بن خطاب دستور داد چندین هزار کتاب را در کتابخانه‌های ایران سوزاندند، قسمتی از میراث علمی و هنری ایرانیان نیز از دست رفت. به عقیدهٔ داریوش صفوت، مجموع این دو عامل باعث شده که بسیاری از مورخان آنچه از موسیقی ایران پس از ظهور اسلام به ثبت رسیده را مربوط به عربها بدانند.

## موسیقی‌دانان شاخص
داریوش صفوت فهرستی از موسیقی‌دانان شاخص ایرانی پس از ظهور اسلام را به تفکیک سده‌ای که در آن می‌زیستند به شرح زیر آورده‌است.

### قرن اول هجری
- نشیط فارسی: او را از پیشگامان و به‌وجود آورندگان موسیقی عربی می‌دانند.
- مسلم بن مُحرِز: اصالتاً ایرانی بوده، اما در حجاز می‌زیسته و در سفرهایی که به ایران داشته دانش موسیقی خود را کامل کرده‌است.
- حَکَم الوادی: اصالتاً ایرانی بوده و ساکن مدینه؛ آوازخوان و دایره‌نواز ماهری بوده‌است.
- عُمَر الوادی: (عمر بن داوود بن راذان) اصالتاً ایرانی بوده و اهل مدینه؛ شاگرد حکم الوادی بوده و آوازخوان بوده‌است.
- سائب خاثر: ساکن مدینه و فرزند یک اسیر ایران بود. او در ابتدا بدون ساز آواز می‌خوانده اما بعدها نواختن عود را آموخته و به عقیدهٔ مهدی برکشلی او احتمالاً نخستین کسی بوده که همراهی ساز با آواز را در موسیقی عربی معمول کرده‌است.
- ابن سریج
- جمیله
- عیسی بن عبدالله معروف به طویس
- عبد الملک معروف به غریض
- یونس بن سلیمان معروف به یونس کاتب
- ابوعثمان سعید بن مسجح معروف به ابن مسجح
- معبد بن وَهَب

### قرن دوم هجری
- یحیی مکی: ابتدا در حجاز می‌زیست و از خدمتگزاران امویان بود؛ سپس به بغداد رفت و به دستگاه خلافت وابسته شد. او کتابی حاوی چندین هزار ترانه نوشت و به ذوالیمینین اهدا کرد.
- ابراهیم موصلی (ارگانی): پدرش ماهان متولد اَرگان (بهبهان امروزی) و ایرانی بود. ماهان از ستم حکمرانان اموی به کوفه مهاجرت کرد و ابراهیم در کوفه به دنیا آمد. ابراهیم را در جوانی به تحصیل دبیری واداشتند اما او که آوازی خوش داشت به موصل گریخت و لقب موصلی از همان دوران بر او ماند. او سپس به ری رفت و به تکمیل هنر خود کوشید. سپس برای استفاده از محضر جوانویه (موسیقی‌دان بزرگ زرتشتی) به اُبُلِّه (از بندرها خلیج فارس در نزدیکی بصره امروزی) رفت و سرانجام زمانی که آوازهٔ او به گوش مهدی عباسی رسید، به بغداد فراخوانده شد و رفته رفته به جایگاه والایی در دربار وی رسید که «همپایهٔ جایگاه باربد در دربار خسرو پرویز» توصیف شده‌است.
- منصور زلزل: او برادر زن ابراهیم موصلی بود و به خاطر تحولاتی که در ساز بربط (عود) ایجاد کرد، از جمله تعریف فاصله‌ای جدید با نام «وسطای زلزل» معروف است (اطلاعات بیشتر: منصور زلزل § وسطای زلزل)
- اسحاق موصلی: او فرزند ابراهیم موصلی و شاگرد منصور زلزل بود. معروف است که او می‌توانست بر روی عود ناکوک قطعات مشکلی بنوازد. او نوشته‌های بسیاری در مورد اصول و قواعد موسیقی داشته که از آن‌ها چیز زیادی در درستی نیست.
- زریاب: اهل فارس و شاگرد ممتاز اسحاق موصلی بود. او از برجسته‌ترین موسیقی‌دانان دوران هارون الرشید بود و به خاطر افزودن سیمی پنج به ساز عود (که تا پیش از آن چهار سیم داشت) مشهور است. نهایتاً به خاطر حسادت استادش (اسحاق موصلی)، مجبور به ترک بغداد شد. او اندکی در آفریقای شمالی زیست و سپس به آندلس (در جنوب اسپانیای امروزی) رفت و در قرطبه ساکن شد. او را پایه‌گذاری موسیقی آندلسی نیز می‌دانند.

### قرن‌های سوم و چهارم هجری
- احمد بن طیب سرخسی: اهل سرخس بود و شاگرد ابویوسف کندی بود. مدتی معلم معتضد عباسی بود و بعداً ندیم وی شد اما نهایتاً به خاطر افشای رازی محبوس و کشته شد. او چند کتاب در زمینهٔ موسیقی نوشته با نام‌های کتاب الموسیقی الکبیر، کتاب الموسیقی الصغیر، کتاب المخدل الی علم الموسیقی (راجع به تئوری موسیقی) و اللهو و الملاحی (راجع به آواز).
- زکریای رازی: او در ری به تحصیل فلسفه، علوم و طب پرداخت و به گفتهٔ فارمر، در جوانی عود می‌نواخت. مشهورترین کتاب وی راجع به موسیقی فی الجمل الموسیقی است.
- ابن خردادبه: نیاکان وی زرتشتی بودند و او توسط برمکیان اسلام آورد. او جغرافیدان بود و کتاب مهم المسالک و الممالک حاصل سفرهای او در ایران بود. او از اسحاق موصلی موسیقی نیز فرا گرفته بود و آثاری در مورد آن نوشته بود از جمله: آداب السماع (در مورد چگونگی گوش دادن به موسیقی)، طبقات المغنین (دربارهٔ خوانندگان)، کتاب الندما و الجلسا (شرح حال نوازندگان و شطرنج‌بازان معروف)، اللهو و الملاحی (در مورد انواع سازها و دستگاه‌های موسیقی ساسانی و شرح زندگی باربد و سرکش).
- فارابی: اهل فاراب (شهری در خراسان قدیم و قزاقستان امروزی) بود و سرآمد دانشمندان قرن سوم و چهارم هجری بود. با علوم و فلسفهٔ یونان آشنایی بسیار داشت، چنان‌که به خاطر خلاصه کردن کتاب ارسطو و تمییز حدود علوم مختلف از یکدیگر به وی لقب معلم ثانی دادند (ارسطو ملقب به معلم اول بود). او با سازهای موسیقی نیز آشنایی بسیار داشت و در تکمیل آن‌ها نیز کوشید، که پرده‌بندی تنبور خراسانی نمونه‌ای از آن است. مهم‌ترین کتاب او در زمینهٔ موسیقی، الموسیقی الکبیر نام داشت؛ این کتاب دو جلد بود که تنها جلد نخست آن باقی مانده‌است. در این کتاب او فواصل موسیقی، آهنگسازی، و عقاید فلاسفه در مورد موسیقی را شرح داده است. کتاب‌های دیگر او در مورد موسیقی عبارتند از: المدخل الی صناعه الموسیقی (در مورد صوت، فواصل موسیقی، و قواعد موسیقی)، کتاب فی الاحصاء الایقاع، کلام له فی النقله مضافاً الی الایقاع (در مورد ایقاع، یعنی اوزان موسیقی)، کتاب الموسیقی (در مورد سازها و پرده‌بندی آن‌ها). همچنین در کتاب احصاء العلوم نیز وی بخشی را به موسیقی تخصیص داد.
- ابوالفرج اصفهانی: متولد ۲۸۴ قمری در اصفهان بود. اثر مهم وی، کتاب الاغانی بود که در آن به شرح حال موسیقی‌دانان دورهٔ هارون الرشید و مأمون عباسی پرداخته‌است.
- خوارزمی: مهم‌ترین اثر وی مفاتیح العلوم است که در آن به علوم مختلف از جمله موسیقی پرداخته‌است. در فصل مربوط به موسیقی، وی سازهای موسیقی، قواعد موسیقی، و نظریات دیگران راجع به موسیقی را شرح داده‌است.
- رودکی: وی در دربار امیر نصر سامانی او شاعری به نام بود و موسیقی را خوب می‌دانست. روایت شده که زمانی که امیر نصر سامانی در سفری به هرات تصمیم می‌گیرد که همان‌جا سکنا بگزیند و از سفر بازگشت نکند، رودکی برای وی شعر بوی جوی مولیان آید همی را می‌سراید و با چنگ می‌نوازد و این چنان امیر نصر را متأثر می‌کند که تصمیم به بازگشت بی‌وقفه به بخارا می‌گیرد.

### قرن پنجم هجری
- ابن سینا: مهم‌ترین موسیقی‌دان (و دانشمند) این قرن بود و از کودکی نزد بزرگترین دانشمندان زمان خود تحصیل کرده بود. او در دربار امیر نوح بن منصور سامانی ارج فراوان داشت؛ امیر نوح به یک بیماری سخت دچار بود و ابن سینا در مدتی که وی را طبابت می‌کرد به کتابخانهٔ امیر نوح نیز دسترسی داشت (تا زمانی که این کتابخانه در آتش سوخت). ابن سینا حدود صد کتاب و رساله نوشت که از این میان، بخش‌هایی که از کتاب شفا، کتاب قانون در طب، دانشنامه علائی و نجات در مورد موسیقی است.
- ابن زیله: از شاگردان برجستهٔ ابن سینا بود که در ریاضیات و موسیقی مهارت داشت. اثر مشهور وی کتاب الکافی فی الموسیقی است. ابن زیله احتمالاً اولین کسی بود استفاده از حروف ابجد برای نامگذاری نت‌ها را معمول کرد؛ این شیوه توسط موسیقی‌دانان بعد از او نظیر صفی‌الدین ارموی و عبدالقادر مراغه‌ای برای توصیف نظریهٔ ادوار به کار گرفته شده‌است.

### قرن ششم و هفتم هجری
به گفتهٔ صفوت، در قرن ششم هجری به موسیقی‌دان معتبری برنمی‌خوریم اما در قرن هفتم، ظهور صفی‌الدین جانی دوباره به موسیقی می‌بخشد. اما بابک خضرائی از محمد بن محمود نیشابوری به عنوان یک موسیقی‌دان شاخص قرن ششم نام می‌برد.
- محمد بن محمود نیشابوری: از مشایخ زمان بهرام شاه بود و در زمان لشکرکشی سلطان سنجر به غزنه به نزد او رفت. از یک رسالهٔ کوتاه به زبان فارسی باقی مانده که در آن نام دوازده مقام را ذکر کرده‌است.
- صفی‌الدین ارموی: متولد ارومیه بود. او در دورهٔ خلافت مستنصر و مستعصم عباسی می‌زیست و در دربار ایشان صاحب جایگاهی بود. ارموی مدتی نزد شرف الدین هارون، از پسران شمس‌الدین محمد جوینی شاگردی می‌کرد و نام کتاب مشهورش رساله شرفیه نیز اشاره به همین موضوع دارد. در این کتاب او راجع به صوت، فواصل موسیقی، وزن‌های موسیقی، خوانندگی و نوازندگی صحبت کرده‌است. کتاب مشهور دیگر وی الادوار بود که در آن پرده‌بندی ساز عود، طبقه‌بندی مقام‌های موسیقی، و تأثیر موسیقی بر روح شرح داده شده‌است. همچنین او سازی به نام «مُغنی» اختراع کرد که ترکیبی از قانون، رباب و نزهه بود.
- خواجه نصیرالدین طوسی: متولد طوس (یا به عقیدهٔ برخی منابع، متولد جهرود در نزدیکی ساوه) بود. او در دوران تاریک سیاسی ایران (حمله مغول به ایران) می‌زیست و در دربار هلاکو خان به وزارت رسید. به واسطهٔ او بود که آثار علمی و فرهنگی ایران از نابود توسط مغولان نجات یافتند. در میان آثارش برخی به موسیقی پرداخته‌اند اما اثر مستقلی راجع به موسیقی از او یافت نشده‌است. عده‌ای کتاب کنز التحف را به او نسبت می‌دهند اما دلایلی وجود دارد که این کتاب بعد از او نوشته شده‌است.

### قرن هشتم هجری
- قطب‌الدین محمود شیرازی: او نویسندهٔ کتاب فارسیِ دره التاج لغره الدباج است؛ وی این کتاب را به درخواست امیر دباج، فرمانروای گیلان تدوین کرد. بخش بزرگی از این کتاب به موسیقی اختصاص داده شده، و در آن هم از صفی‌الدین ارموی تکریم فراوان شده و هم ایراداتی به برخی عقاید وی گرفته شده‌است. اما بعداً عبدالقادر مراغه‌ای این ایرادات را مردود دانسته‌است.

### قرن نهم هجری
- عبدالقادر مراغه‌ای: متولد مراغه (در استان آذربایجان شرقی امروزی) و از هنرمندان محبوب دربار سلطان احمد جلایر در بغداد و نیز مورد توجه تیمور لنگ و شاهرخ بود. او خوش‌نویس و خوش‌آواز بود و عود می‌نواخت. وی سه کتاب مهم در مورد موسیقی نوشت: مقاصد الالحان، جامع الالحان و کنز الالحان که سومی موجود نیست. همچنین وی اثری با نام شرح الادوار صفی‌الدین ارموی نیز نوشته‌است. هنری جورج فارمر مراغه‌ای را هم‌سنگ صفی‌الدین ارموی و موسیقی‌دانی بسیار توانا ارزیابی کرده‌است.
- علی بن محمد جرجانی: متولد گرگان بود. مدتی به دستور شاه شجاع در مدرسهٔ دارالشفا تدریس می‌کرد. پس از فتح شیراز به دست تیمور لنگ، به سمرقند رفت. شهرت وی بیشتر در علوم ادبی و حکمت است. دو رساله از او در موسیقی به جا مانده که شرح مولانا مبارک شاه و مقالید العلوم نام دارند. رسالهٔ شرح مولانا به تقلید از الادوار ارموی نوشته شده اما حاوی ابتکاراتی نیز هست، و دوایری متفاوت با دوایر ارموی را در آن می‌توان یافت.
- عبدالرحمان جامی: او در منار جام (واقع در خراسان بزرگ) به دنیا آمد و شاعری برگزیده بود که بابت آثارش همچون بهارستان و نفحات‌الانس شناخته می‌شود. جامی رساله‌ای نیز در مورد موسیقی دارد که در آن مبادی و جنبه‌های فنی موسیقی را شرح داده‌است.

### قرن دهم به بعد
در پایان قرن نهم هجری، موسیقی در ایران وارد یک دوران فترت شد و از آن زمان تا اواخر قاجاریه و شروع مشروطیت موسیقی در ایران رونقی نداشت.
از میان پادشاهان صفویه تنها شاه عباس به موسیقی توجه نشان داد؛ از جمله موسیقی‌دانان این دوره این نام‌ها به جا مانده‌است: میرزا محمد کمانچه‌ای، استاد شهسوار چهارتاری، سلطان محمد طنبوره‌ای، و محمد چنگی. مهم‌ترین اثر مکتوب از این دوره عبارت است از بهجت‌الروح که احتمالاً توسط عبدالمومن بن صفی‌الدین گرگانی نگارش شده اگر چه نویسندهٔ آن اسمی از خود نبرده‌است.
در دوران افشاریه پادشاهان مشغول سرکوب شورش‌های داخلی و اغتشاشات خارجی بودند و فرست پرداختن به موسیقی نداشتند. در دورهٔ زندیه نیز تنها مدتی کوتاه دوام داشت و مجال هنرپروری نداشت. سپس دوران قاجاریه شروع شد. اولین شاه قاجار، آغا محمدخان تنها دو سال و نیم حکومت کرد و فرصتی برای توجه به هنرمندان نیافت. اما پس از او، فتحعلی شاه به موسیقی‌دانان توجه نشان داد و برایشان مقرری تعیین کرد. در این دوره دو استاد با نام‌های استاد زهره و استاد مینا هر کدام یک گروه موسیقی تشکیل دادند. این دو زن خود به ترتیب شاگرد استاد رستم شیرازی و استاد مهراب اصفهانی بودند. ثمرهٔ توجهات فتحعلی شاه و محمد شاه در دورهٔ سلطنت ناصرالدین شاه نمایان شد. این پادشاه به هنر توجه زیادی نشان داد و از رشد و ترقی موسیقی‌دانان حمایت کرد (مطالعهٔ بیشتر: موسیقی در دوران قاجار).

## تقسیم‌بندی‌های موسیقایی

### مقام‌های دوازده‌گانه
موسیقی ایرانی در این دوره، توسط دوازده مقام، بیست و چهار شعبه و چهل و هشت گوشه توضیح داده می‌شده‌است. مقام‌ها، در واقع ساختار مُدال موسیقی را تعریف می‌کردند (فواصلی که در یک قطعه موسیقی به کار می‌رود را تعیین می‌کردند). آهنگ‌ها با ترکیب این مقام‌ها ساخته می‌شدند و این ترکیب‌ها را در چارچوب شعبه‌ها و گوشه‌ها توضیح می‌دادند. مثلاً در بهجت‌الروح چنین آمده‌است که «اگر از نغمهٔ [یعنی نت] اول سه‌گاه آغاز کند، و بر عراق و مخالف رفته باز در سه‌گاه محط [یعنی فرود] کند، این را نوروز عرب گویند».
مقام‌ها در چارچوب نظریه‌ای به نام ادوار (جمعِ دور) شرح داده می‌شدند. تعداد ادوار زیاد بوده اما غالباً ۹۱ دور را درخور توجه می‌دانستند و از این بین ۱۲ دور را «ملایم» می‌دانستند که همان مقام‌های دوازده‌گانه بودند. در مورد عدد ۱۲ اختلاف نظری وجود نداشته‌است؛ در مورد نام این ۱۲ مقام هم کمابیش اتفاق نظر وجود داشته‌است؛ مثلاً در مقاصد الالحان نامشان به این شرح آمده‌است: عشاق، نوا، بوسلیک، راست، حسینی، حجازی، راهوی، زنگوله، عراق، اصفهان، زیرافکند و بزرگ. اما در بحور الالحان نام آن‌ها با کمی تغییر آمده (مثلاً به‌جای زیرافکند نام کوچک آمده و راهوی به صورت رهاوی ذکر شده‌است). همچنین برخی منابع رهاوی را بسته‌نگار و حسینی را زیرکش و زنگوله را نهاوند می‌نامیده‌اند.
برخی منابع تدوین مقام‌های دوازده‌گانه و شعبات بیست‌وچهارگانه را به اسحاق موصلی نسبت داده‌اند و متأثر از آموزه‌های منصور زلزل دانسته‌اند. موصلی این ابداعات را بدون آشنایی با موسیقی یونانی و نظام مشابهی که در آن به کار می‌رفت تدوین کرده بود و روش وی (موسیقی مقامی) بسیار مورد استقبال موسیقی‌دانان زمان خودش واقع شد. در مقابل، این روش مورد اقبال درباریان و طبقات اشرافی قرار نگرفت چنان‌که ابراهیم بن مهدی، پسر مهدی عباسی و برادر هارون الرشید، مخالفت خود را با روش زلزل و اسحاق موصلی ابراز داشت. نزاع بین این دو دیدگاه دست کم یک قرن ادامه داشت اما نهایتاً سبک موسیقی ابراهیم بن مهدی، مانند سبک موسیقی یونانی، نزد ایرانیان مهجور ماند.
نقش صفی‌الدین ارموی در توضیح این ادوار بسیار کلیدی بود چرا که وی نشان داد برای نواختن تمام این ادوار، هیچ فاصله‌ای افزون بر فواصلی که تا پیش از آن شناخته شده (از جمله وسطای زلزل) مورد نیاز نیست. ارموی نشان داد که هر دور (هر اکتاو) را می‌تواند متشکل از هجده نت و هفده فاصله دانست و نحوهٔ محاسبهٔ تمام این فواصل را نیز نشان داد. وی نشان داد که هر دور از ترکیب یک دانگ کوچک (به اندازهٔ فاصلهٔ چهارم درست) و یک دانگ بزرگ (به اندازهٔ فاصلهٔ پنجم درست) تشکیل می‌شود و با معرفی هفت دانگ کوچک و دوازده دانگ بزرگ، جمعاً ۸۴ دور ملایم به دست آورد. بعد از او علی بن محمد جرجانی نشان داد که دانگ بزرگ را می‌توان به نوزده نوع تنظیم کرد و به این ترتیب ۱۳۳ دور ملایم و غریب به ملایم به دست آورد. نهایتاً عبدالقادر مراغه‌ای از این میان ۹۱ دور را درخورد توجه دانست.